# Казаркино (Курганская область)
Казаркино — село в Макушинском районе Курганской области. Административный центр Казаркинского сельсовета.

## История
До 1917 года центр Казаркинской волости Курганского уезда Тобольской губернии. По данным на 1926 год состояло из 479 хозяйств. В административном отношении являлось центром Казаркинского сельсовета Макушинского района Курганского округа Уральской области.

## Население
| 1989 | 2002 | 2010 |
| ---- | ---- | ---- |
| 850  | ↘690 | ↘477 |

По данным переписи 1926 года в селе проживало 2141 человек (994 мужчины и 1147 женщин), в том числе: русские составляли 99 % населения.